# Jednostka masy atomowej
Jednostka masy atomowej, dalton, zwyczajowo atomowa jednostka masy, potocznie unit; symbol u (od ang. unit, jednostka) lub Da – stała fizyczna będąca jednostką masy, ze względów praktycznych zdefiniowana jako 1/12 masy atomu węgla 12C, a w przybliżeniu równa masie atomu wodoru (jego najlżejszego izotopu). 
Jej wartość wynosi:
{\displaystyle m_{u}=1\,{\rm {u}}=1{,}660\,538\,921(73)\cdot 10^{-24}\,{\rm {g}}=1{,}660\,538\,921(73)\cdot 10^{-27}\,{\rm {kg}}=931{,}494\,028(23)\,{\frac {\rm {MeV}}{c^{2}}}}
{\displaystyle 1\,{\rm {u}}={\frac {1}{N_{\rm {A}}}}\,{\rm {g}}={\frac {1}{1000\,N_{\rm {A}}}}\,{\rm {kg}}}
gdzie: NA – liczba Avogadra
{\displaystyle 1\,{\rm {g}}=6{,}022\,141\,29(27)\times 10^{23}\,{\rm {u}}}

## Historia
W 1808 roku angielski fizyk, chemik i meteorolog John Dalton (od jego nazwiska pochodzi opcjonalna nazwa omawianej stałej fizycznej) opracował atomistyczną teorię budowy materii, która zakładała trwałość i niezmienność atomów, i wówczas zaproponował przyjęcie masy atomu wodoru jako jednostki masy atomowej. Francis William Aston, wynalazca spektrometru mas, później użył 1/16 masy atomu tlenu 16O jako jego jednostki.
Przed 1961 rokiem „fizyczna atomowa jednostka masy” została zdefiniowana jako 1/16 masy atomu tlenu 16O, natomiast „chemiczna atomowa jednostka masy” jako 1/16 średniej masy atomu tlenu (biorąc pod uwagę naturalną masę innych izotopów tlenu). Zarówno fizycy, jak i chemicy korzystali z symbolu amu (ang. atomic mass unit) do oznaczania tych jednostek (pojawia się on w literaturze naukowej także obecnie).
Obie dawniej stosowane jednostki są nieznacznie mniejsze od współczesnej:
1 u = 1,0003179 amu (w skali fizycznej) = 1,000043 amu (w skali chemicznej)
Współcześnie używana ujednolicona jednostka masy atomowej, oznaczana symbolem „u”, została przyjęta przez Międzynarodową Unię Fizyki Czystej i Stosowanej w 1960 i przez Międzynarodową Unię Chemii Czystej i Stosowanej w 1961 roku. Od tamtego czasu ujednolicona jednostka masy atomowej jest z definicji równa jednej dwunastej masy atomu węgla 12C. Standard ten jest obecnie powszechnie używany w fizyce i chemii.

## Jednostka masy cząsteczkowej
Jednostka masy cząsteczkowej jest tożsama z jednostką masy atomowej.